# Дајан Фоси
Дајан Фоси (енгл. Dian Fossey,IPA: , 16. јануар 1932. Сан Франциско – 26. децембар 1985. Национални парк Вулкани) била је америчка зоолошкиња и заштитница планинских горила. Осамнаест година је са Џорџом Шалером проучавала и штитила гориле у Руанди и ДР Конгу.
Завршила је медицину на Калифорнијском државном универзитету у Сан Хозеу и на Кембриџу и једно време је радила као лекарка. На путовању по Африци упознала је познатог антрополога Луиса Ликија који је инспирисао да се врати у Руанду и да се посвети проучавању планинских горила у њиховом природном станишту. Напустивши посао терапеута, почела је проучавати живот горила у планинским шумама Руанде. Захваљујући њеном стрпљивом и брижљивом односу према горилама, ове животиње са планине Вирунга навикле су се на њено присуство и она је дошла у прилику да прикупља детаљне податке о њиховим навикама, општењу и структури заједнице. Докторирала је 1974. и предавала на Универзитету Корнел. Све време је учествовала у раду Истраживачког центра Карисоке у Африци, који је основала 1967. Сматрају је за једну од најистакнутијих приматолога и заједно са Жан Годал и Бируте Галдикас сачињавала је групу која је дала значајан допринос познавању живота примата. Фоси је проучавала гориле, Годал шимпанзе, а Галдикас орангутане.

## Живот и каријера
Дајан Фоси је рођена у Сан Франциску у Калифорнији. Њен отац Џорџ Е. Фоси III радио је за једно осигуравајуће друштво, а мајка Катрин "Кити" (Кид) Фоси била је фотомодел. Нени родитељи су се развели кад је навршила шест година. Њена мајка се преудала следеће године за бизнисмена Ричарда Прајса. Отац је покушавао да остане у блиском контакту са ћерком, али њена мајка се противила томе, тако да је Дајан изгубила контакт са оцем. Дајанин очух Ричард Прајс, никад се није односио према њој као према ћерци. Није дозвољавао да седи за столом у трпезарији за време вечере заједно са својом мајком. Као особа која је захтевала строгу дисциплину, Ричард Прајс није пружао Дајани готово никакву емотивну подршку. Борећи се са личном несигурношћу, Дајан се почела занимати за животиње као начин стицања осећаја припадности.
Фоси се образовала и средњој школи Ловел, а завршила је и пословни курс. За време летњег боравка на ранчу у Монтани имала је 19 година и код ње се распламсала љубав према животињама. Уписала је ветеринарски курс на факултету биологије на Универзитету Калифорније у Дејвису. Није хтела да упише пословну школу како су хтели њени родитељи и од њих није добила никакву новчану подршку којим би могла да се издржава за време студија. Радила је као продавачица у супермаркету и после као машиниста у фабрици.
Иако је била примеран студент имала је потешкоћа с основним научним предметима попут физике и хемије, није положила другу годину студија. Пребацила се на Државни универзитет Сан Хосе на студије радне терапије где је и дипломирала 1954. године. У почетку се бавила радном терапијом у разним болницама у Калифорнији, радећи првенствено са оболелима од туберкулозе, да би се 1955. преселила у Кентаки и запослила као терапеут за децу са инвалидитетом. У то време је живела на једној фарми и у слободно време се бринула за животиње.

## Рад у Африци

### Борба против криволова
Године 1966. Дајан Фоси је дале отказ након што јој је Луис Лики потврдио да ће добити новчана средства за истраживање планинских горила. Предложио јој је да проведе дуго истраживање на горилама, баш као Жан Годал на шимпанзама. Након овладавања свахилијем и деветомесечног интензивног студија приматологије, 1963. отпутовала је у Најроби. Неко време Дајан је посматрала Годал и њене методе проучавања. У сарадњи са фотографом Аланом Рутм, Дајан је 1976. започела теренски рад на посматрању горила у свом природном станишту у Кабарију (Конго). Живела је у шаторима и једном месечно спуштала се до аутомобила у подножју планине, возила у два сата удаљено село како би обновила залихе хране и осталих потрепштина.
Године 1967, Дајан одлази у Руанду, где је оснивала Карисоке центар за истраживање. Међу локалним становништвом постала је позната као Нирмачабели, што у дословном преводу значи "Жена која сама живи у планини."
За разлику од горила у Конгу, гориле у Руанди нису биле обухваћене ранијим Шалеровим истраживањем. Ове гориле упознале су људе само као ловце што је узроковало проблем за Дајан - морала је да их посматрати из мало веће удаљености. Многи студенти који су са њом радили на терену отишли су, не могавши да поднесу хладне, мрачне и изузетно прљаве услове подручја на обронцима вулкана Вирунга. Пролази и стазе за људе су се тамо обично стварали сечењем мачетом до два метра високе траве.
За свог боравка тамо Фоси је објавила рат криволовцима и уз њену помоћ неколицина њих била је и ухапшена и осуђена на дугогодишње затворске казне. Пре њеног доласка, криволовци су често корумпирали чуваре националног парка и они их не би ометали у криволову на младунчад горила које су продавали зоолошким вртовима. У случајевима опасности за младунчад, чопор горила обичавао је да крене у борбу до смрти, тако да су криволовци често морали да убију читав чопор одраслих да би отели младунчад за препродају. Фоси је пронашла и новчана средства за плате 4 радника који су имали задатак да уништавају замке за гориле. У четири месеца 1979. уништено је 987 замки које су поставили криволовци.
Године 1978. Дајан је покушала да спречи превоз двоје младих горила Кокоа и Пукера у зоолошки врт у Немачку. Током лова на младунце 20 одраслих горила је убијено. Дајан је добила младе гориле како би се побринула за повреде које су задобиле приликом лова. Уз пуно труда вратила им је првобитно здравље. Упркос Дајанином приговору и неслагању, младунчад је превезена у Немачку где су живели девет месеци у заробљеништву и угинуло је обоје у истог месеца. Тада је почела да пропагира идеје да је држање животиња у "затвору" како би се људи забављали потпуно неетично.
Гориле из групе које нису биле у оквиру Дајаниног истраживања биле су масовно изловљаване, 09:55 јединки у истом дану. То је подстакло да она организује властите патроле против криволова. Њене контролне групе горила нису биле жртве криволова, све док њен најдражи горила Дигит није убијен. Нешто касније исте године је горила Берт упуцана у срце док је покушавала да спаси свога сина Квелија од заробљавања. Квелијева мајка Мачо такође је убијена у лову. Иако Квели није био ухваћен ради интервенције гориле Берта, Квели је угинуо три месеца после, болно и полако од гангрене која је наступила због рањавања ватреним оружјем.

### Противљење туризму и оснивање фондације Дигит
Дајан се снажно противила туризму јер је уочила да гориле нису отпорне на људске болести попут грипа. Известила је о неколико случајева да су гориле угинуле због болести које су им пренели туристи. Туризам је такође посматрала као најезду на природно станиште горила и ремећење њиховог понашања и живљења.
За време лова у којем је убијен Дигит, Дајан је уочила интересантна деловања која је тај горила предузео како би заштитио своју групу. Задобио је пет прострелних рана пре него је убио пса ловокрадице и тако је омогућио бег за 13 горила које су се нашле у том делу шуме за време напада. Криволовци су раскомадали Дигитово тело а његове шаке продали за израду пепељара. Након што је Дигитово тело пронађено, Фоси и њени сарадници пронашли су једног од ловокрадица, који је потом издао осталу петорицу из његове групе. Троје од њих су кажњени затвором.
Тада је основала фондацију за прикупљање новца с којим би могла да финансира спречавање криволова. Ту фондацију је назвала Дигит по њеном најдражем горили (данас је то Дајан Фоси Горила Фондација). Противила се новчаној помоћи међународних удружења, које су из непознавања ситуације на терену често новчано помагали ловочуваре националних паркова, не знајући да су они у спрези са ловокрадицама.
Смрт неколико њених најдражих горила довеле су до тога да се мање посветила научним истраживањима и више се окренула заштити горила. С временом су њени сарадници и она започели да користе све агресивније методе заштите горила од ловокрадица: уништавали су замке, претили и заробљавали ловокрадице, подметани су пожари у ловачке логоре, задржавана је њихове стоке и коришћена за размену за ухваћене гориле. Фоси је такође стално подстицала локалне полицијске званичнике да проводе закон и помагала им у истрагама.

## Контроверзна смрт
Дајан је пронађена мртва 26. децембра 1985. у соби своје кабине у планинама Вирунга, убијена мачетом, удаљена два метра од отвора којег је нападач изрезао у зиду кабине. Нападач је њу престигао у покушају пуњења оружја, одабрала је била погрешну врсту муниције током борбе. Кабина је била пуна разбијеног стакла и преврнутог намештаја. Пљачка није била мотив злочина јер су у кабини били пронађени многи вредни предмети као и неколико хиљада долара у готовини, фотографска опрема и путнички чекови. Последњи запис у њеном дневнику био је: "Када спознате вредност свег живота, мање мислите над прошлошћу и више се усредсређујете на бригу о будућности".
Сахрањена је на гробљу Карисоке поред Дигита, на месту које је сама уредила за многе гориле које су убијене током криволова. За убиство је оптужен њен асистент Вејн Мегвајер. Он је у Руанди је осуђен у одсуству, али казну није одслужио јер је отишао у Америку. Његова кривица је, ипак, под великим знаком питања.
У ноћи њеног убиства, лимени зид спаваће собе био је изрезан тачно на месту где није било намештаја. Истражитељи су закључили да је реч о некоме ко је боравио у њеној кабини и пре, ко је био упознат са њеним навикама и деловањем. Њена биографкиња Моват каже да је мало вероватно да су ју убили криволовци. Многе вредне ствари које су пронађене у кабини дају да се наслути да убиство није било дело сиромашних криволоваца. Према биографкињи, криволовци би је лакше убили у шуми без излагања ризику. Она сматра да су Дајан убили они којима је спречавала финансијску добит од туризма и израбљивања горила.

## Научна достигнућа и наслеђе
Њена научна достигнућа била су у открићима како се женке пребацују из групе у групу током деценија, вокализацијом горила, хијерархији и везама унутар групе, ретким случајевима инфантицида, исхрани горила и преради храњивих материја. Године 1980. Фоси је добила титулу доктора на Универзитету Кембриџ у Великој Британији и сматрала се највећим стручњаком за психологију и етологију планинских горила оног доба. Сама је за њих рекла како су то "Достојанствени, високо социјализовани нежни дивови са индивидуалним особеностима и јаким породичним везама."

## Гориле у магли
О њеном животу и опсервацијама говори аутобиографска књига Гориле у магли (1983), по којој је снимљен и истоимени филм (1988) редитеља Мајкла Аптеда са Сигорни Вивер у главној улози. Виверова је 1988. за ту улогу добила Златни глобус. Књигом и филмом одата је почаст жени која је велик део свог живота посветила проучавању и заштити горила.